# معركة أراس (1917)
وقعت معركة أراس خلال الحرب العالمية الأولى من 9 أبريل إلى 16 مايو من عام 1917 ، هاجمت خلالها القوات البريطانية
مدعومة بفيالق من كندا ونيوزيلندا ونيوفاوند لاند وأستراليا عدوتها ألمانيا بالقرب من مدينة أراس غرب فرنسا.

## أحداث المعركة
في بداية عام 1917 كان البريطانيون والفرنسيون يأملون في تحقيق أختراق استراتيجي حربي على الجبهة الغربية وكانت معارك السنة الماضية رغم نجاحها مكلفة في عدد الجنود القتلى والإمدادات الصعبة